# Stefanie Arndt

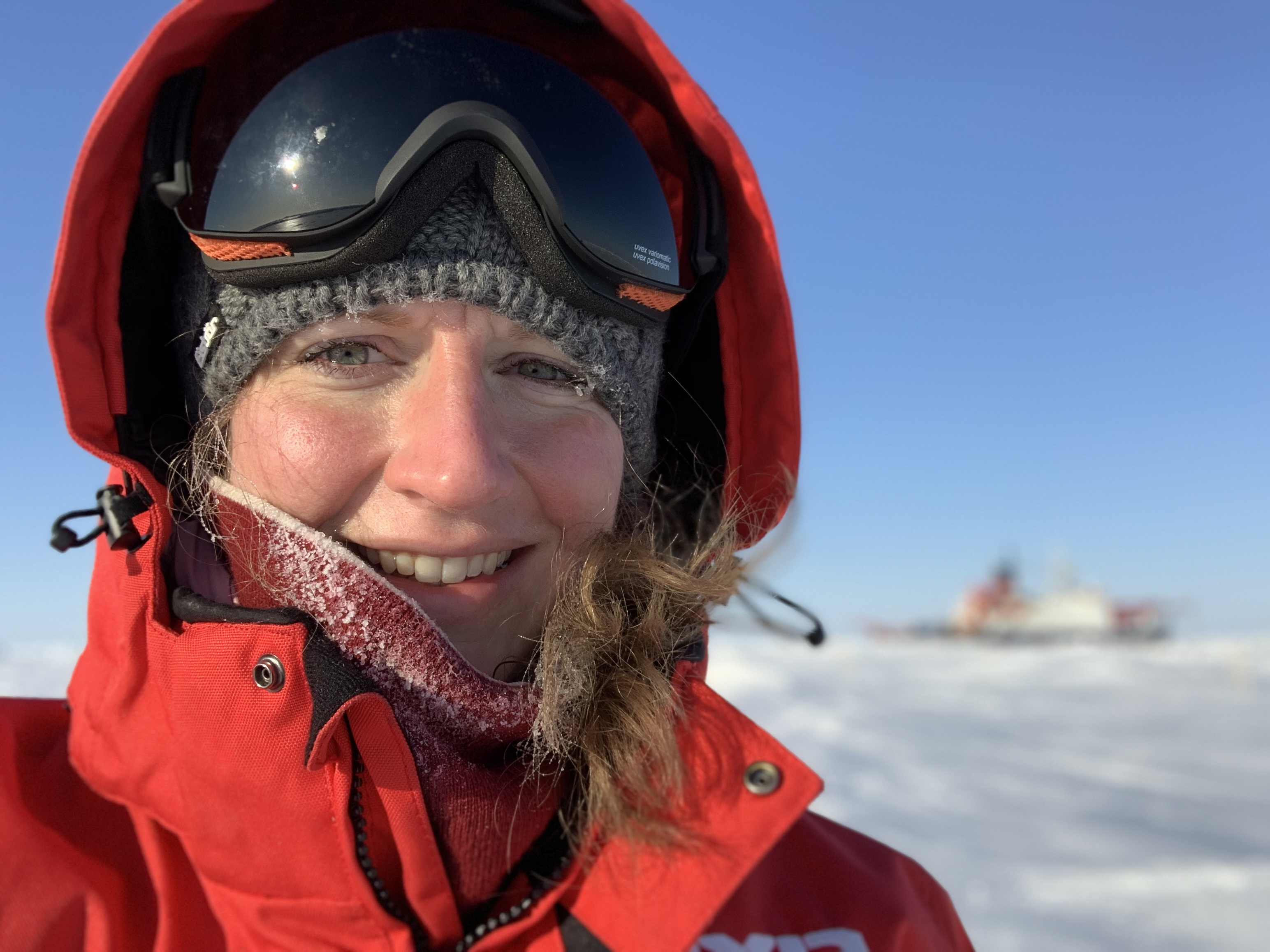
Stefanie Arndt vor der Polarstern, 2020 in der Arktis

Stefanie Arndt (* 30. Oktober 1988 in Berlin) ist eine deutsche Meereisphysikerin am Alfred-Wegener-Institut (AWI). Als Teilnehmerin an der MOSAiC-Expedition auf dem Forschungsschiff Polarstern wurde sie in der medialen Rezeption des Projekts bis hin in die Bundespressekonferenz (an der Seite von Bundesministerin für Bildung und Forschung Anja Karliczek und Markus Rex, Leiter der Expedition) zu deren herausragender Berichterstatterin.

## Werdegang
Arndt studierte vom Oktober 2008 bis Juni 2011 an der Freien Universität Berlin im Fachbereich Geowissenschaften und machte dort den Abschluss als B.Sc. im Fach Meteorologie.
Von Oktober 2011 bis Juni 2013 schloss Arndt den Masterstudiengang in Meteorologie an der Universität Hamburg an und schloss als M.Sc. ab. Im Herbst des Jahres 2012 absolvierte sie einen Auslandskursus in arktischer Geophysik am Universitätszentrum Svalbard (Spitzbergen), Longyearbyen, Norwegen.
Als Doktorandin arbeitete sie von Oktober 2013 bis November 2016 am Alfred-Wegener-Institut für Polar und Meeresforschung in Bremerhaven, Fachgebiet Meereisphysik. In diese Zeit fiel eine Auslandszeit am Institute for Marine and Antarctic Studies in Hobart, Tasmanien (Februar bis April 2016).
Seit Ende 2016 ist Arndt als Forscher am AWI beschäftigt. Sie koordiniert unter anderem das Meereis-Programm an der deutschen Antarktis-Forschungsstation Neumayer-Station III sowie die Feldarbeiten der Sektion im eisbedeckten Südpolarmeer.
Ab Juli 2021 wird sie vom Hanse-Wissenschaftskolleg im Rahmen des Fellowship-Programms für Exzellenz herausragender internationaler Wissenschaftler gefördert.
An der Eröffnung des „Hauses der Zukunft“ (Futurium, Berlin) am 5. September 2019 war Arndt neben Kanzleramtschef Helge Braun und Bundesforschungsministerin Anja Karliczek sowie dem ESA-Astronauten Alexander Gerst prominent beteiligt. Die frühere Weltraumkandidatin Renate Brümmer gehörte ebenso wie Raumfahrtanwärterin Heike Walpot zu den Gästen der Eröffnung, mit denen Karliczek ein Zeichen für die Bedeutung von Frauen in der Wissenschaft setzen wollte. Hierin findet sich die politische Entsprechung zu einer breiteren wissenschaftlichen und gesellschaftlichen Diskussion über mangelnde Wertschätzung für wissenschaftliche Forscherinnen.
Arndt ist in nationalen und internationalen Netzwerken aktiv, so in der deutschen Vertretung der Association of Polar Early Career Scientists (APECS), dem Year of Polar Prediction (YOPP) und den internationalen Arbeitsgruppen Antarctic Fast Ice Network und Antarctic Sea Ice Processes and Climate (ASPeCt; Junior Officer im 4.köpfigen Führungsgremium).
Im Jahr 2022 gehörte Arndt zu dem wissenschaftlichen Team der internationalen Expedition Endurance22 an Bord des Schiffes S.A. Agulhas II, der es gelang, das Wrack der am 21. November 1915 im Weddellmeer gesunkenen Endurance zu finden.
Am 20. August 2022 war Arndt Kandidatin in der Fernsehsendung Kaum zu glauben. Olli Diettrich erriet, was sie Besonderes geleistet hatte.

## Medienpräsenz (Wissenschaftskommunikation)

### MOSAiC-Expedition

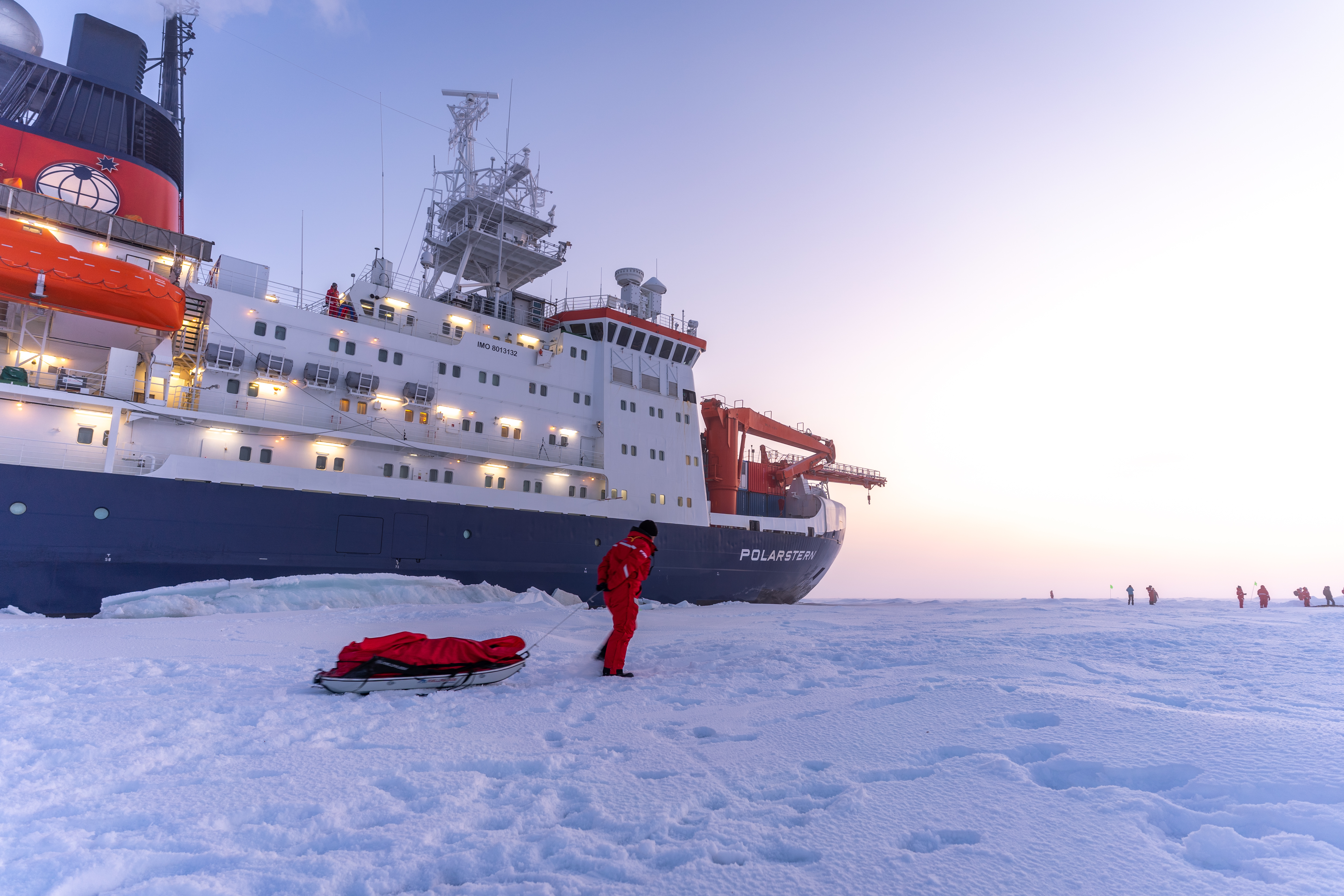
Polarstern im Eis

Arndt nahm vom 28. Februar bis 8. Juni 2020 als Forscherin an Bord der Polarstern an der MOSAiC-Expedition teil. Sie wurde im Anschluss eine gefragte Interviewpartnerin und Diskutantin in Fernsehrunden, Radio- und Zeitungsinterviews sowie Internet-Podcasts zu Verlauf und Thematik des Projekts.

#### Fernsehen
- Radio Bremen: Buten und Binnen 15. Juni 2021; Das sind die 3 erschreckendsten Ergebnisse der Mosaic-Expedition[22]

„Es tut weh zu wissen, dass wir womöglich die letzte Generation sind, die eine Arktis erleben darf, die im Sommer auch noch eine Meereisbedeckung hat.“

- Das ERSTE: Talk am Dienstag, Hier spricht Berlin. 10. November 2020: Die Meereis-Physikerin Dr. Stefanie Arndt zu Gast[24]
- ZDF: heute journal up:date vom 12. Oktober 2020. Arndt: „Das Eis war sehr dynamisch“[25]
- ARD Mediathek: ARD-alpha. 28. März 2020: Turbulente Zeiten in der Arktis[26]
- ARD Mediathek: NDR Niedersachsen. 15. Juli 2020: Spitzenforschung: Mosaic-Expedition in der Arktis[27]

#### Radio
- Deutschlandfunk Kultur. 15. Juni 2021. „Dem Polareis geht es gar nicht gut“.[28]

#### Internet
- Alfred-Wegener-Institut: Schnee: Der unverzichtbare Partner des Meereises. 18. Februar 2021[29]
- Hamburger Klimawoche: Mit der MOSAiC-Eisscholle zum Nordpol. Einblicke in die größte Arktis-Expedition unserer Zeit. 24. September 2020[30]
- ExtremWetterKongress: Mit der Polarstern im nicht mehr ewigen Eis: Dr Stefanie Arndt. 26. Oktober 2020[31]
- YEAR OF POLAR PREDICTION: The IcePod, Bonus Episode One - Stefanie Arndt. 2021[32]
- YEAR OF POLAR PREDICTION: The IcePod, Episode Eight – Snow Flakes, Pee Bottles and a Mosaic of Floes (43)
- wetter.de: So lief das Leben auf dem Forschungsschiff Polarstern ohne Corona-Beschränkungen. 17. November 2020[33]

#### Printmedien
- RedaktionsNetzwerk Deutschland (RND): „Polarstern“-Forscherin Arndt: „Die Rückkehr war schon speziell diesmal“. 24. Oktober 2020[34]
- Verlag Lensing-Wolff: Münsterland Zeitung u. a. 12. März 2021: Die Zeitenwende der Stefanie Arndt: Klimawandel (Video)[35]
- Düsseldorfer Anzeiger: Dr. Stefanie Arndt erforscht den Klimawandel. 31. Oktober 2019[36]
- Ruhr Nachrichten: Die Zeitenwende der Stefanie Arndt: Klimawandel (Video). 7. Januar 2021[37]

### Berichte über andere Forschungsprojekte
- ARD „Planet Wissen“: Schmelzendes Eis – Antarktis im Klimawandel. 12. Februar 2021[38]
- NDR „Hallo Niedersachsen“. 12. Januar 2021. Forscherin Stefanie Arndt bereitet Südpol-Expedition vor.[39]
- BMBF „Der Eisschmelze einen Schritt voraus“. 18. Januar 2019[40]
- NORD|ERLESEN: Nach der Arktis ist vor der Antarktis. 9. November 2020[41]
- NDR 1 Niedersachsen: Forschungsteam entdeckt Wrack der „Endurance“ in Antarktis. 9. März 2022[42]

## Veröffentlichungen
- Stefanie Arndt: Sea-ice surface properties and their impact on the under-ice light field from remote sensing data and in-situ measurements. Dissertation. Hrsg.: Universität Bremen. Bremen 2017, DNB 1126093467.
- Stefanie Arndt: Expeditionen in eine schwindende Welt. Wie das Abschmelzen der Polkappen unseren Planeten für immer verändern wird. Hrsg.: Rowohlt. Hamburg 2022, DNB 1245806335.

### Artikel (Auswahl:Peer-reviewed)
- Arndt, S., Hoppmann, M., Schmithüsen, H., Fraser, A., Nicolaus, M.: Seasonal and interannual variability of landfast sea ice in Atka Bay, Weddell Sea, Antarctica. In: The Cryosphere. Nr. 14, 2020, S. 2775–2793, doi:10.5194/tc-14-2775-2020.
- Arndt, S., Haas, C.: Spatio-temporal variability and decadal trends of snowmelt processes on Antarctic sea ice observed by satellite scatterometers. In: The Cryosphere. Nr. 13, 2019, S. 1943–1958, doi:10.5194/tc-13-1943-2019.
- Arndt, S., Nicolaus, M.: Seasonal cycle and long-term trend of solar energy fluxes through Arctic sea ice. In: The Cryosphere. Nr. 8, 2014, S. 2219–2233, doi:10.5194/tc-8-2219-2014.
- Arndt, S., Paul, S.: Variability of Winter Snow Properties on Different Spatial Scales in the Weddell Sea. In: Journal of Geophysical Research-Oceans. Band 123, Nr. 12, 2018, S. 8862–8876, doi:10.1029/2018JC014447.
- Arndt, S., Meiners, K. M., Ricker, R., Krumpen, T., Katlein, C., Nicolaus, M.: Influence of snow depth and surface flooding on light transmission through Antarctic pack ice. In: Journal of Geophysical Research-Oceans. Band 122, Nr. 3, 2017, S. 2108–2119, doi:10.1002/2016JC012325.
- Arndt, S., Willmes, S., Dierking, W., Nicolaus, M.: Timing and regional patterns of snowmelt on Antarctic sea ice from passive microwave satellite observations. In: Journal of Geophysical Research: Oceans. 2016, doi:10.1002/2015JC011504.